# Ивана Жигон
Ивана Жигон (Београд, 2. фебруар 1968) српска је глумица кћерка је глумца Стеве Жигона и глумице Јелене Жигон.

## Биографија
Првакиња је драме Народног позоришта од 1999. године, председник Друштва српско-руског пријатељства од 2002. године и уметнички руководилац рецитаторско-певачког ансамбла „Косовски божури“ од 2005. године.
Кћерка је глумца и редитеља Стеве Жигона (1926—2005) и глумице Јелене Жигон (1933—2018).

## Улоге у позоришту
- 1989. Косовка девојка - Косовски бој у режији Петра Зеца, Сава центар
- 1990. Памела у Женском оркестру Ануја, режија Петар Зец, Центар за културу Студентски град
- 1991. Ана Проспер у Маркизи де Сад Ј. Мишиме, режија Радмиле Војводић, ЈДП
- 1992. Милева - Крмећи кас Аце Поповића, режија Радмиле Војводић у БДП
- 1993. Марија у Богојављенској ноћи Шекспира, режија Јагош Марковић, ЈДП
- 1993. Зора Шишарка - Бела кафа, Александра Поповића, режија Бранко Плеша, ЈДП
- 1993. Госпођица Јулија у Госпођици Јулији Стринберга, режија Стево Жигон, Душко Радовић, Бојан Ступица, Народно позориште Београд
- 1995. Коштана у „Коштани” Боре Станковића, режија Бранислав Мићуновић, Народно позориште Ниш
- 1995. Гага у „Девојци модре косе” Виде Огњеновић у њеној режији, ЈДП
- 1995. Елиза Дулитл - Пигмалион Бернарда Шоа, режија Јовица Павић, Народно позориште Београд
- 1995. Дездемона у Отелу Шекспира, режија Стев0 Жигон, Новосадски летњи фестивал
- 1995. Леди Магбет - Магбет Шекспира, Новосадски летњи фестивал
- 1995. Марина у Лизистрати Аристрофана у режији Петра Зеца
- 1996. Настасја Филиповна - Идиот Достојевског, Народно позориште Београд
- 1996. Милица - Извањац Игора Бојовића, режија Јовица Павић, Црногорско народно позориште
- 2000. Нина Заречна - Галеб Чехова, режија Стево Жигон, Народно позориште Београд
- 2003. Лепа Хелена у Фаусту ИИ Гетеа у режији Мире Ерцег Народно позориште Београд

## Улоге на филму и ТВ
| Год.     | Назив                 | Улога                     |
| -------- | --------------------- | ------------------------- |
| 1970.-те |                       |                           |
| 1975.    | Нора (ТВ)             |                           |
| 1976.    | У бањи једног дана    |                           |
| 1977.    | Један дан             |                           |
| 1978.    | Љубав у једанаестој   |                           |
| 1979.    | Гершла                | Дара                      |
| 1980.-те |                       |                           |
| 1987.    | Луталица              |                           |
| 1988.    | Бруклин — Гусиње      |                           |
| 1989.    | Последњи круг у Монци |                           |
| 1989.    | Свет                  | Нада, Томина ћерка        |
| 1990.-те |                       |                           |
| 1990.    | Хајде да се волимо 3  | Лора                      |
| 1991.    | Холивуд или пропаст   |                           |
| 1993.    | Рај                   | Маца                      |
| 1994.    | Вечита славина        | Магдалена, ћерка Смиљкина |
| 1995.    | Ориђинали             | Рушка                     |
| 2000.-те |                       |                           |
| 2000.    | Римско царство        |                           |
| 2004.    | О штетности дувана    |                           |

## Награде
- 2009: Награда Браћа Карић